# Neusticosaurus
Genre
Neusticosaurus (« lézard nageur ») est un genre éteint de lézard aquatique appartenant à l'ordre des Nothosauria découvert en Italie, en Suisse et en Allemagne. Mesurant à peine 18 centimètres de long, il était l'un des plus petits nothosaures.